# Zweipunkt-Marienkäfer

Zweipunkt (Adalia bipunctata), schwarze Variante

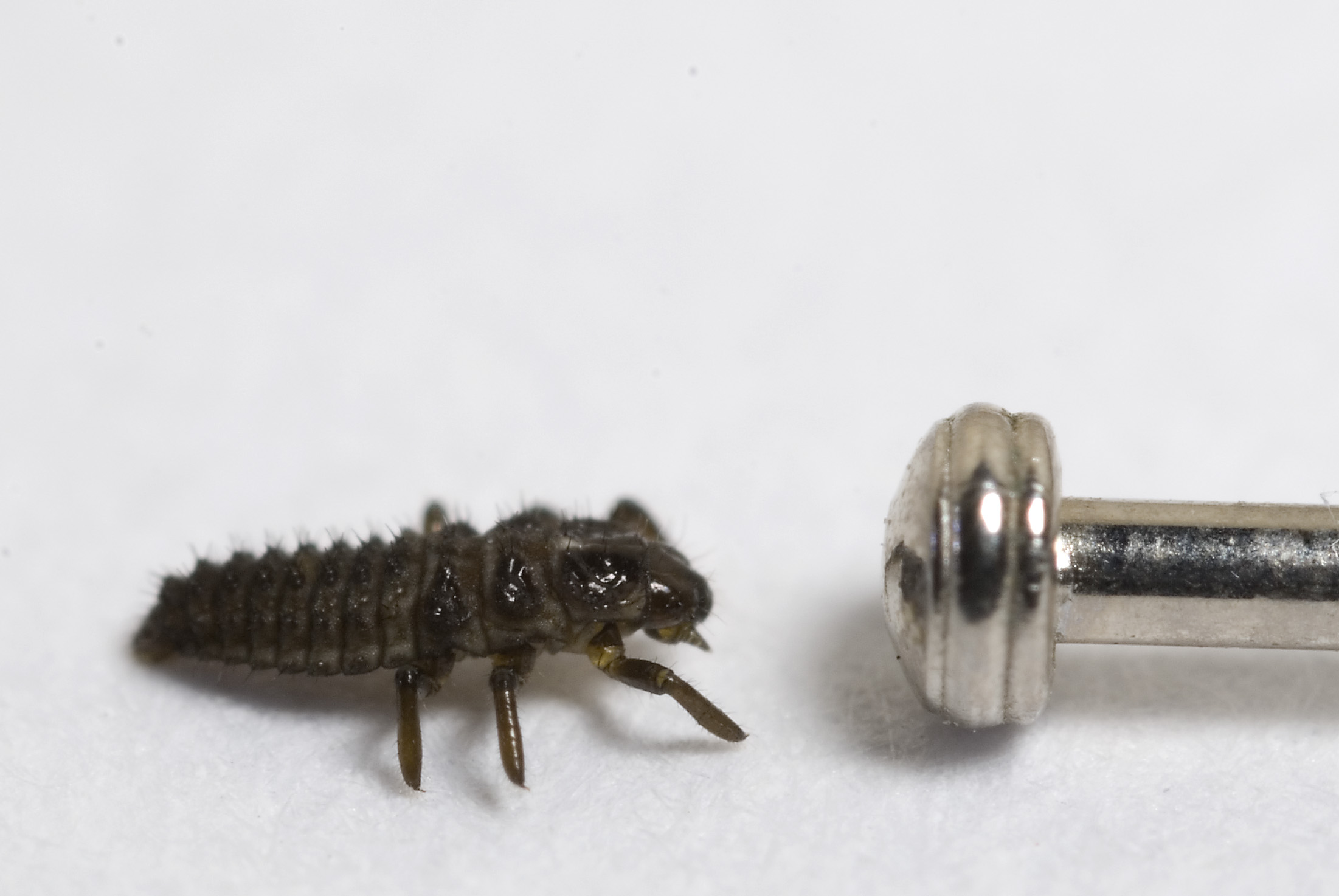
1. Larvenstadium

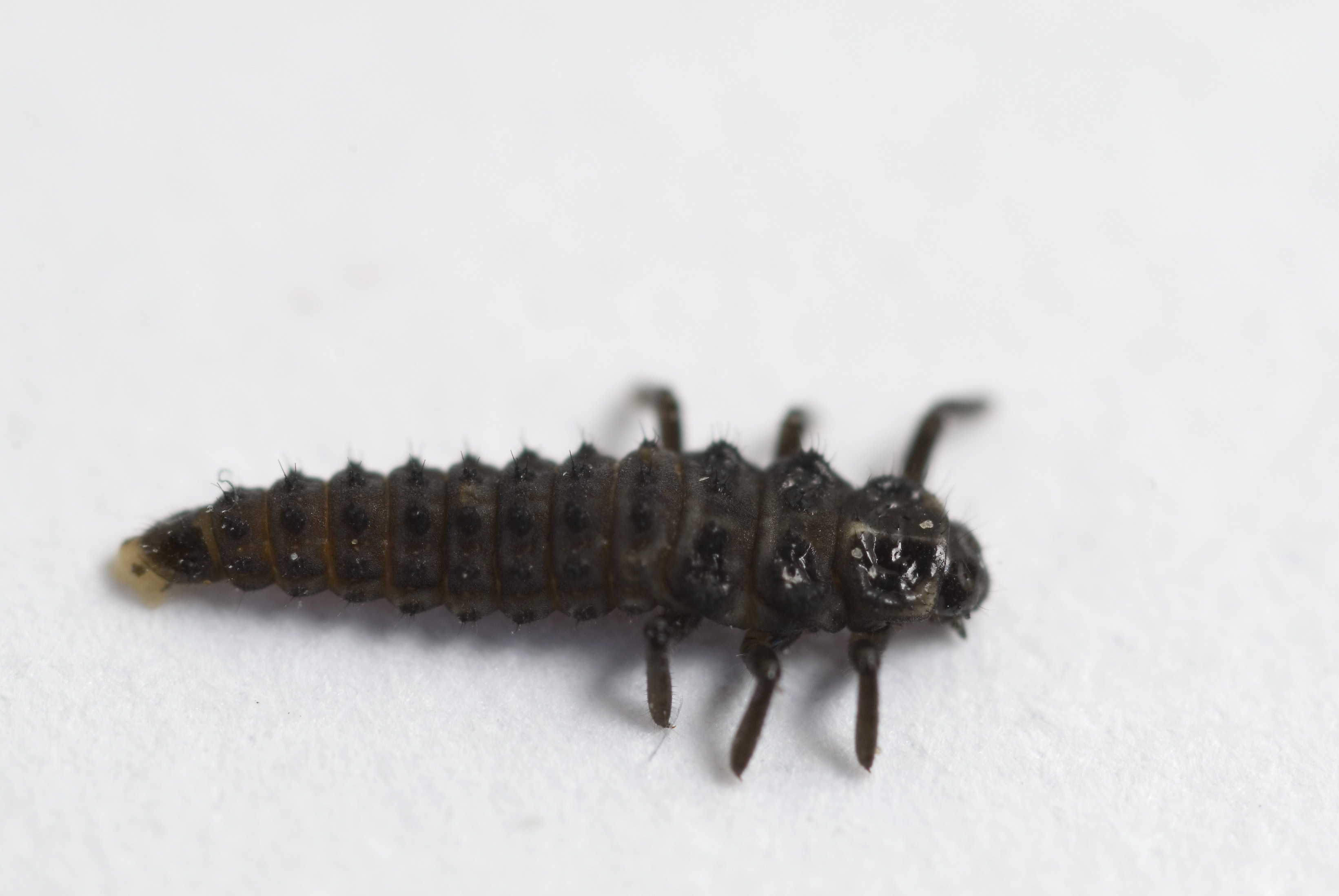
2. Larvenstadium

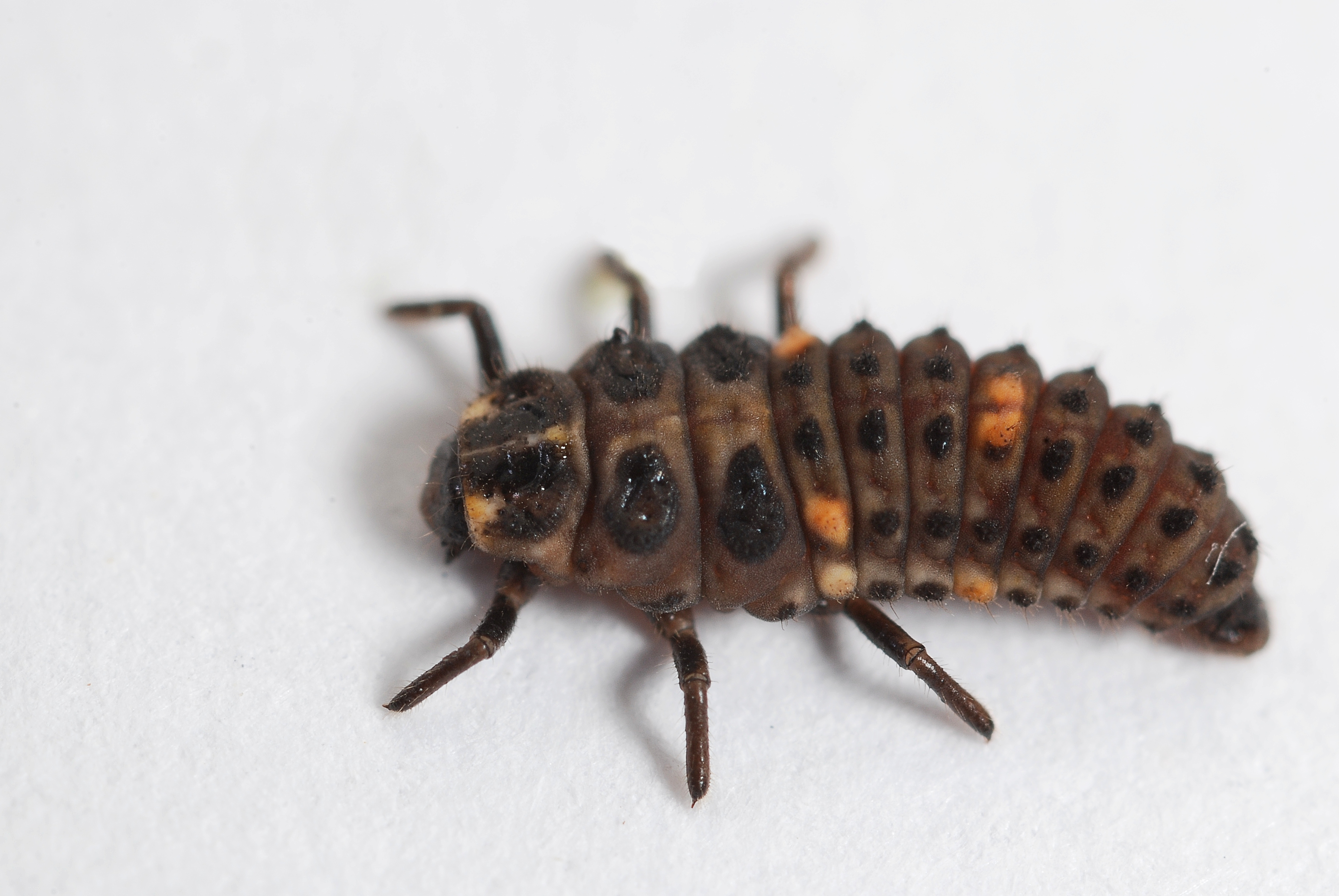
4. Larvenstadium

Der Zweipunkt-Marienkäfer oder nur Zweipunkt (Adalia bipunctata) ist ein Käfer aus der Familie der Marienkäfer (Coccinellidae).

## Merkmale
Zweipunkte werden 3,5 bis 5,5 Millimeter lang. Der Körper ist oval, allerdings eher rund als länglich. Die Beine sind schwarz. Die Fühler sind recht kurz und verdicken sich am Ende leicht. Bei der Färbung gibt es zwei Varianten, die in keiner Weise etwas mit Geschlecht oder Alter der Tiere zu tun haben. Die erste Variante hat eine rote Grundfarbe, auf jeder Flügeldecke befindet sich ein schwarzer Punkt. Der Thorax ist gelb und hat einen schwarzen Fleck in der Mitte. Variante Nummer zwei ist fast gänzlich schwarz, doch kann man hier auf jeder Flügeldecke zwei bis drei rote Punkte erkennen. Rund 15 Prozent der Käfer sind so gefärbt. Neben den Genen spielen auch Umwelteinflüsse eine Rolle für die Färbung der Käfer. Die roten Formen überstehen den Winter besser, dafür sind die schwarzen aktiver beim Fortpflanzen.

## Lebensweise
Die tagaktiven Tiere krabbeln rege auf Blättern umher, auf denen sie nach Blattläusen und Blattflöhen suchen, daher sind sie für den Gärtner sehr nützlich. Nach der Paarung legt das Weibchen die Eier auf eine Pflanze, die sich meist in der Nähe einer Blattlaus-Kolonie befindet. Die Larven leben und ernähren sich ähnlich wie die ausgewachsenen Tiere. Die Puppen hängen meist an der Unterseite eines Blattes. Aus den Puppen schlüpfen die vollständig entwickelten Käfer.
Marienkäfer gehören zu den wechselwarmen (poikilothermen) Tieren, d. h. ihre Körpertemperatur richtet sich in erster Linie nach der Umgebungstemperatur. Jedoch kann das Licht die Körpertemperatur verändern. Beleuchtet man Marienkäfer, steigt ihre Körpertemperatur, da ein Teil des Lichtes absorbiert und in Wärme umgewandelt wird. Schwarz gefärbte Körperteile absorbieren stärker als rot gefärbte Körperteile. Bei Beleuchtung liegt die Körpertemperatur der schwarzen Variante ca. 5,5 °C, die der roten Variante ca. 3 °C über der Umgebungstemperatur von 18 °C. Mit der Körpertemperatur steigt die Stoffwechselaktivität. Die schwarze Variante hat demnach einen höheren Nahrungsbedarf, um nicht zu verhungern.
Im Winter bedeutet die erhöhte Stoffwechselaktivität einen Nachteil, da schwarze Marienkäfer ihre Fettreserven schneller verbrauchen und leichter verhungern als die roten. Während der Winterstarre zehren die Marienkäfer nämlich von ihren Fettreserven. Im Frühling wachen nun überwiegend rote Individuen aus der Winterstarre auf, da die Wintersterblichkeit aufgrund des höheren Stoffwechsels der schwarzen Form größer als die der roten ist.
Dies ist ein gutes Beispiel für die natürliche Selektion als ein gerichteter Prozess, der zu mehr Anpassung der Lebewesen an ihre Umwelt führt. Die rote Form der Marienkäfer ist rezessiv, die schwarzen, multiplen Allele bestimmen die Ausdehnung der schwarzen Flecken. Bei veränderten Umweltbedingungen können sich jedoch die besser angepassten Varianten erfolgreicher fortpflanzen, so dass der Bestand der Population nicht gefährdet wird (vgl. Fitness (Biologie)). Die Variabilität bildet eine genetische Reserve für die Art und hat große evolutionsbiologische Bedeutung. Jede Population (rot und schwarz) erzeugt mehr Nachkommen, als überleben können. Betrachtet man die Häufigkeit der schwarzen und roten Marienkäfer, überwiegen jeweils im Frühjahr deutlich die roten Individuen in ihrer Häufigkeit. Im Herbst hingegen dominieren die schwarzen Marienkäfer in ihrer Population. Anscheinend haben die schwarzen Individuen in den warmen Monaten bessere Voraussetzungen, sind also ihrer Umwelt angepasster als die roten Marienkäfer. Im Winter nimmt die Stoffwechselaktivität der Marienkäfer ab, sie überwintern, indem sie an geschützten Orten in die Winterstarre fallen und von ihrem im Sommer angelegten Fettvorrat zehren. Ohne die roten Marienkäfer mit dem niedrigeren Stoffwechsel wären diese Marienkäferart vom Aussterben bedroht (vgl. balancierter Polymorphismus). Die schwarzen Marienkäfer haben nämlich ein dominantes Allel im Genotyp, während sich die rote Farbe der Flügeldecken im Erbgang rezessiv verhält. Folglich wächst die Anzahl der schwarzen Marienkäfer in den warmen Monaten, in denen sie aufgrund ihrer höheren Wärmeabsorption zusätzlich noch früher am Tag aktiv sein können. Sie erreichen früher die richtige „Betriebstemperatur“ und haben mehr Zeit für die Fortpflanzung. Die Verschiedenheit der Umwelt, in diesem Fall die Temperatur und die Lichtstrahlung, selektiert die Marienkäfer mit unterschiedlichen Flügeldeckenfarben, erhält oder „balanciert“ also das verschiedengestaltige, polymorphe Merkmal.

## Vorkommen und Verbreitung
Die Käfer sind in Europa und Asien sehr weit verbreitet und wurden auch nach Nordamerika eingeführt, verbreiteten sich in der Folge auch bis nach Mittelamerika. Sie bewohnen Gärten, Wälder und Hecken, kommen im Herbst aber auch in Häuser, um dort zu überwintern. Wenn man einen im Winter in der Wohnung findet, sollte man ihn an einen kalten Ort (Dachboden) setzen. Frost schadet ihnen nicht. Bleiben sie den Winter über im Warmen, sterben sie. Normalerweise findet die Überwinterung unter Rinde und Moos statt.
Adalia bipunctata gehörte mit Coccinella septempunctata zu den beiden häufigsten Marienkäferarten in Europa, doch sind ihre Bestände seit der Einschleppung der invasiven Art Harmonia axyridis besonders stark zurückgegangen. Adalia bipunctata verfügt im Gegensatz zu Harmonia axyridis über keine Immunabwehr gegen die von dieser in der Hämolymphe beherbergten Mikrosporidien. Nach Einschätzung der Entomologen Jens Esser von der Entomologischen Gesellschaft ORION und Werner Schulze vom Naturschutzbund Deutschland steht die Art in Deutschland vor dem Aussterben.

## Fortpflanzung
Bei der Fortpflanzung dieser Tiere gehen überraschenderweise 80 bis 90 Prozent weibliche Nachkommen hervor. Wissenschaftliche Untersuchungen ergaben, dass das auf symbiotische Bakterien zurückzuführen ist, die in den Geschlechtszellen der Weibchen leben. Diese fördern bevorzugt die Vereinigung zweier X-Chromosomen und somit die Zeugung eines Weibchens.
Weiter haben Forscher von der University of Western Australia in Perth 2005 herausgefunden, dass die Adalia bipunctata aufgrund ihrer Promiskuität ein hohes Risiko eingehen, sich mit einer Geschlechtskrankheit zu infizieren. Dabei können über 90 Prozent der Marienkäfer einer Kolonie im Laufe eines Sommers infiziert werden.
Nach dem Überwintern beginnen Marienkäfer im Frühjahr, sich fleißig zu paaren. Alle zwei Tage wechseln die Käfer dabei ihre Partner und gehören so zu den paarungsfreudigsten Insekten. Beim Geschlechtsakt wird jedoch auch die Milbe Coccipolipus hippodamiae übertragen, die weibliche Marienkäfer unfruchtbar macht. Allerdings geschieht dies erst drei Wochen nach dem Befall, und so bleibt noch genug Zeit zur Eiablage.

## Einsatz in der Schädlingsbekämpfung
Zweipunkte werden gewerblich gezüchtet und als Nützlinge zur Bekämpfung von Blattläusen im ökologischen Land- und Gartenbau eingesetzt. In der Zucht können die Marienkäfer mit Motteneiern und Pollen, ohne den Einsatz von Blattläusen vermehrt werden.